# 普通唱導集
普通唱導集（ふつうしょうどうしゅう）は僧良季によって編まれた、唱導の参考書。上巻本巻序文に、永仁5年（1297年）に起稿したとあり、中巻末巻の涅槃講表白に正安4年（1302年）の記述があるから、擱筆はこれ以後と考えられる。仏教史のみならず、社会史、文化史、民俗学の資料として注目されている。